# Штраубе, Каспер

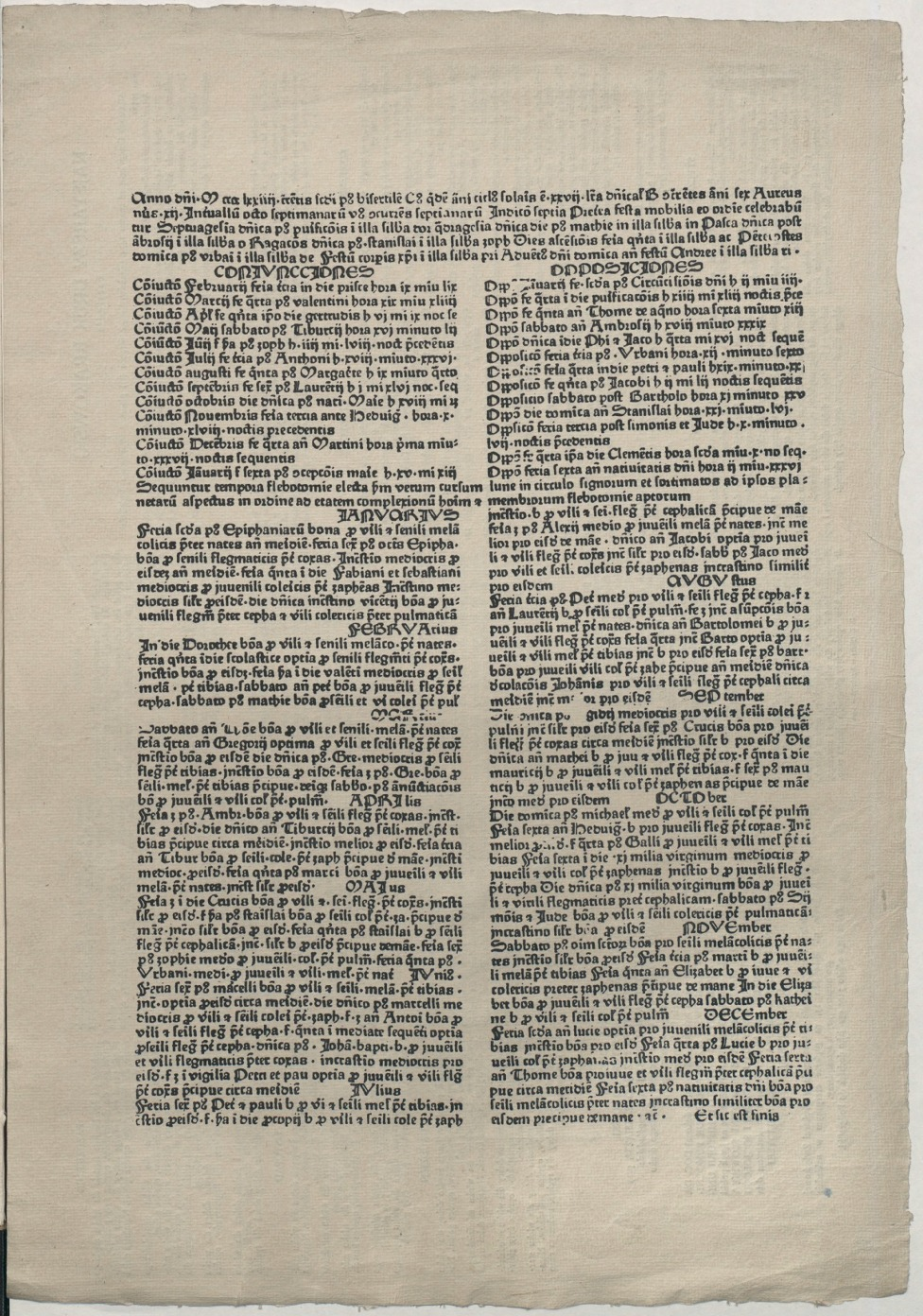
Календарь-инкунабула для 1474 года, считается старейшим отпечатанным (скопированным на печатном станке) польским документом.

Каспер Штраубе (eng. Kaspar или же Caspar также известный как «The Printer of the Turrecrematas») — немецкий книгопечатник XV века, происходивший из Баварии.
Он в основном работал в Кракове между 1473 и 1477 годами, за десятилетия до появления в городе Иоганна Галлера. Его латинский альманах Calendarium cracoviense (Краковский календарь) 1473 года считается первым произведением, напечатанным в Польше.
Среди других сохранившихся печатных работ Штраубе:
- Хуан де Торквемада: Объяснение в псалтерии
- Франциск де Платея: Opus restitutionum usurarum et excommunicationum
- Аврелий Августин: Opuscula (de doctrina christiana, de praedestinatione Santorum)